# China Huiyuan Juice Group

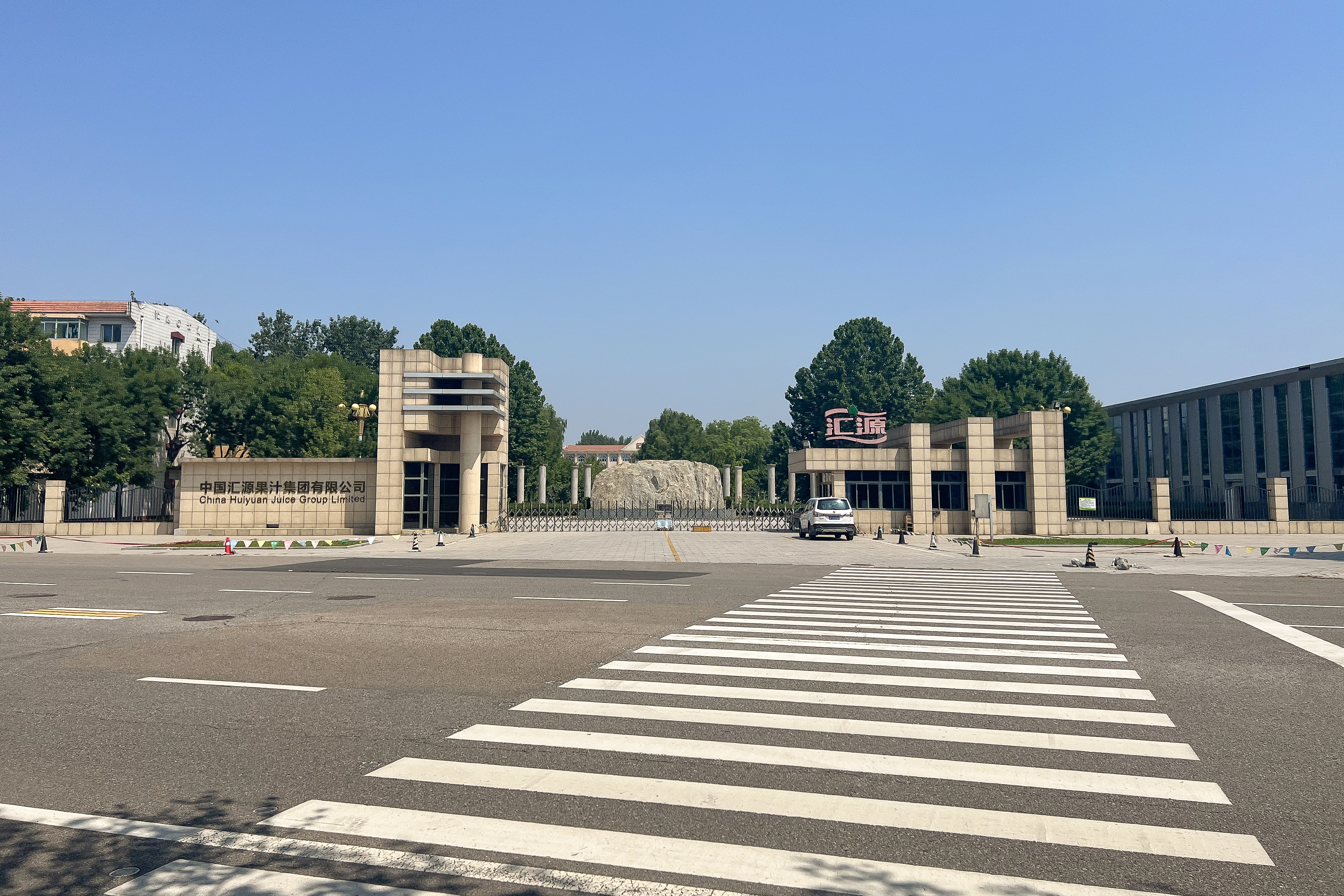
Hauptsitz

Die China Huiyuan Juice Group ist ein privatwirtschaftlicher Getränkehersteller und -vermarkter in der Volksrepublik China. Hauptsitz der Gruppe ist Peking. Vorstandsvorsitzender ist Zhu Xinli.
Produziert werden Frucht- und Gemüsesäfte, Fruchtnektare, Wässer, Tees und Milchgetränke.

## Geschichte
Huiyuan wurde 1992 von Zhu Xinli gegründet. Seit 2007 ist das Unternehmen an der Börse von Hong Kong gelistet. Im selben Jahr wurde Huiyuan Vertragslieferant für die Wal-Mart-Läden in den USA. Im September 2013 wurde bekannt, dass Vorwürfe, verdorbenes Obst zu verwenden, von chinesischen Behörden untersucht werden.

## Eigentümer
23 % der Aktien von Huiyuan gehören bisher dem französischen Milchkonzern Danone, 7 % der amerikanischen Beteiligungsgesellschaft Warburg Pincus & Co (Stand Ende 2008).
Anfang September 2008 schloss die Coca Cola Company durch eine Tochtergesellschaft eine Vereinbarung mit Huiyuan über die vollständige Übernahme der Gruppe für 17,9 Mrd. Hong Kong Dollar (2,4 Mrd. US-Dollar). Das Angebot entsprach fast dem dreifachen des damaligen Börsenwerts. Der Verkauf wurde jedoch im März 2009 durch die Anti-Monopol-Kommission des chinesischen Handelsministeriums untersagt, da Coca Cola deren Bedingungen nicht in ausreichendem Umfang erfüllen habe wollen (unter anderem war die Abgabe der Hauptmarke Huiyuan nach der Übernahme verlangt worden).

## Kennzahlen
Huiyuan ist mit 10 % Marktanteil der größte Hersteller von unverdünnten Säften in China (Coca Cola ist mit 9,6 %führend bei verdünnten Fruchtsaftgetränken; alle Sektoren zusammengenommen kamen Huiyuan und Coca Cola 2008 gemeinsam auf knapp 40 % Marktanteil, wobei der chinesische Saftmarkt insgesamt jährlich noch um über 10 % wächst). Huiyuan erzielte 2007 einen Umsatz von 2,66 Mrd. Yuan (260 Mio. Euro).